# Agonum propinquum
Agonum propinquum är en skalbaggsart som beskrevs av Max Gemminger och Edgar von Harold. Agonum propinquum ingår i släktet Agonum och familjen jordlöpare. Inga underarter finns listade i Catalogue of Life.